# 15282 Franzmarc
15282 Franzmarc è un asteroide della fascia principale. Scoperto nel 1991, presenta un'orbita caratterizzata da un semiasse maggiore pari a 2,9961937 UA e da un'eccentricità di 0,0722136, inclinata di 8,48174° rispetto all'eclittica.